# Sumu-Jaman
Sumu-Jaman  je bil kralj Marija, ki je vladal okoli 1796 do 1794 pr. n. št. Bil je sin svojega predhodnika Jahdun-Lima. Po umoru očeta, pri katerem je morda aktivno sodeloval, je vladal malo časa,  dokler niso tudi njega umorili njegovi služabniki.

## Vira
- Frayne D.R. Old Babylonian Period (2003-1595 BC). The Royal Inscriptions of Mesopotamia – Early Periods. Vol. 4. University of Toronto Press, 1990.str. 613.
- Gwendolyn Leick. Who's Who in the Ancient Near East. London and New York 2002. str. 159.

| Sumu-Jaman Druga marijska dinastija Rojen: neznano Umrl: neznano |                                         |                        |
| Vladarski nazivi                                                 |                                         |                        |
| Predhodnik: Jahdun-Lim                                           | Kralj Marija okoli 1796-1794 pr. n. št. | Naslednik: Jasmah-Adad |